# GLB In den Nikolauswiesen
GLB In den Nikolauswiesen este o arie protejată (arie specială de conservare — SAC, sit de importanță comunitară — SCI) din Germania întinsă pe o suprafață de 0,23 ha, integral pe uscat.

## Localizare
Centrul sitului GLB In den Nikolauswiesen este situat la coordonatele 50°46′27″N 11°32′20″E / 50.7742°N 11.5389°E.

## Înființare
Situl GLB In den Nikolauswiesen a fost declarat sit de importanță comunitară în iunie 2004 pentru a proteja 3 specii de animale. Situl a fost protejat și ca arie specială de conservare în iulie 2008.

## Biodiversitate
Situată în ecoregiunea continentală, aria protejată conține 1 habitat natural: Fânețe de joasă altitudine (Alopecurus pratensis, Sanguisorba officinalis).
La baza desemnării sitului se află mai multe specii protejate:
- mamifere (1): liliac de iaz (Myotis dasycneme)
- nevertebrate (2): phengaris nausithous (Maculinea nausithous), Maculinea teleius

Pe lângă speciile protejate, pe teritoriul sitului au mai fost identificate 4 specii de mamifere.